# Lozza
Lozza (lombardul: Loscia) település Olaszországban, Varese megyében. Lakosainak száma 1179 fő (2023. január 1.). Lozza Gazzada Schianno, Malnate, Varese, Vedano Olona, Castiglione Olona és Morazzone községekkel határos.

## Népesség
A település népességének változása:
| Lakosok száma | 1259 | 1246 | 1179 |
|               | 2017 | 2018 | 2023 |